# Schmalspurbahn Diekirch–Vianden
| Bahnhof Vianden mit einretuschierten Personenwagen, um 1905 |                     |                        |                     |
| Streckenlänge: | 14 km               |                        |                     |
| Spurweite: | 1000 mm (Meterspur) |                        |                     |
| Maximale Neigung: | 32,5 ‰              |                        |                     |
| Minimaler Radius: | 60 m                |                        |                     |
| |                     |                        |                     |
| \| \| \| von Ettelbrück \| \| \| \| 0,00 \| Diekirch 192 m \| Diekirch 192 m \| \| \| \| nach Echternach \| \| \| \| 1,570 \| Diekirch-Stadt \| Diekirch-Stadt \| \| \| 2,870 \| Gilsdorfer Brücke \| Gilsdorfer Brücke \| \| \| 3,499 \| Blees (8 m) \| Blees (8 m) \| \| \| 3,630 \| Bleesbrück \| Bleesbrück \| \| \| 4,689 \| Bastendorf \| 202 m \| \| \| 6,543 \| Tandel \| 235 m \| \| \| 7,057 \| Tandeler Bach (5 m) \| Tandeler Bach (5 m) \| \| \| 8,030 \| Walsdorf \| Walsdorf \| \| \| \| Tunnel Fouhren (160 m) \| 282 m \| \| \| 9,504 \| Fouhren \| 278 m \| \| \| 11,487 \| Bettel \| 235 m \| \| \| 13,007 \| Our (30 m) \| Our (30 m) \| \| \| 13,606 \| Rother Straße \| Rother Straße \| \| \| 14,186 \| Vianden \| 208 m \| |                     |                        |                     |
| Strecke (außer Betrieb) |                     | von Ettelbrück         | von Ettelbrück      |
| Kopfbahnhof Streckenanfang (Strecke außer Betrieb) · Bahnhof (Strecke außer Betrieb) | 0,00                | Diekirch 192 m         | Diekirch 192 m      |
| Strecke quer (außer Betrieb) · Kreuzung (Strecken außer Betrieb) · Strecke nach rechts (außer Betrieb) |                     | nach Echternach        | nach Echternach     |
| Haltepunkt / Haltestelle (Strecke außer Betrieb) | 1,570               | Diekirch-Stadt         | Diekirch-Stadt      |
| Haltepunkt / Haltestelle (Strecke außer Betrieb) | 2,870               | Gilsdorfer Brücke      | Gilsdorfer Brücke   |
| Brücke über Wasserlauf (Strecke außer Betrieb) | 3,499               | Blees (8 m)            | Blees (8 m)         |
| Haltepunkt / Haltestelle (Strecke außer Betrieb) | 3,630               | Bleesbrück             | Bleesbrück          |
| Haltepunkt / Haltestelle (Strecke außer Betrieb) | 4,689               | Bastendorf             | 202 m               |
| Haltepunkt / Haltestelle (Strecke außer Betrieb) | 6,543               | Tandel                 | 235 m               |
| Brücke über Wasserlauf (Strecke außer Betrieb) | 7,057               | Tandeler Bach (5 m)    | Tandeler Bach (5 m) |
| Haltepunkt / Haltestelle (Strecke außer Betrieb) | 8,030               | Walsdorf               | Walsdorf            |
| Tunnel (Strecke außer Betrieb) |                     | Tunnel Fouhren (160 m) | 282 m               |
| Haltepunkt / Haltestelle (Strecke außer Betrieb) | 9,504               | Fouhren                | 278 m               |
| Haltepunkt / Haltestelle (Strecke außer Betrieb) | 11,487              | Bettel                 | 235 m               |
| Brücke über Wasserlauf (Strecke außer Betrieb) | 13,007              | Our (30 m)             | Our (30 m)          |
| Haltepunkt / Haltestelle (Strecke außer Betrieb) | 13,606              | Rother Straße          | Rother Straße       |
| Kopfbahnhof Streckenende (Strecke außer Betrieb) | 14,186              | Vianden                | 208 m               |

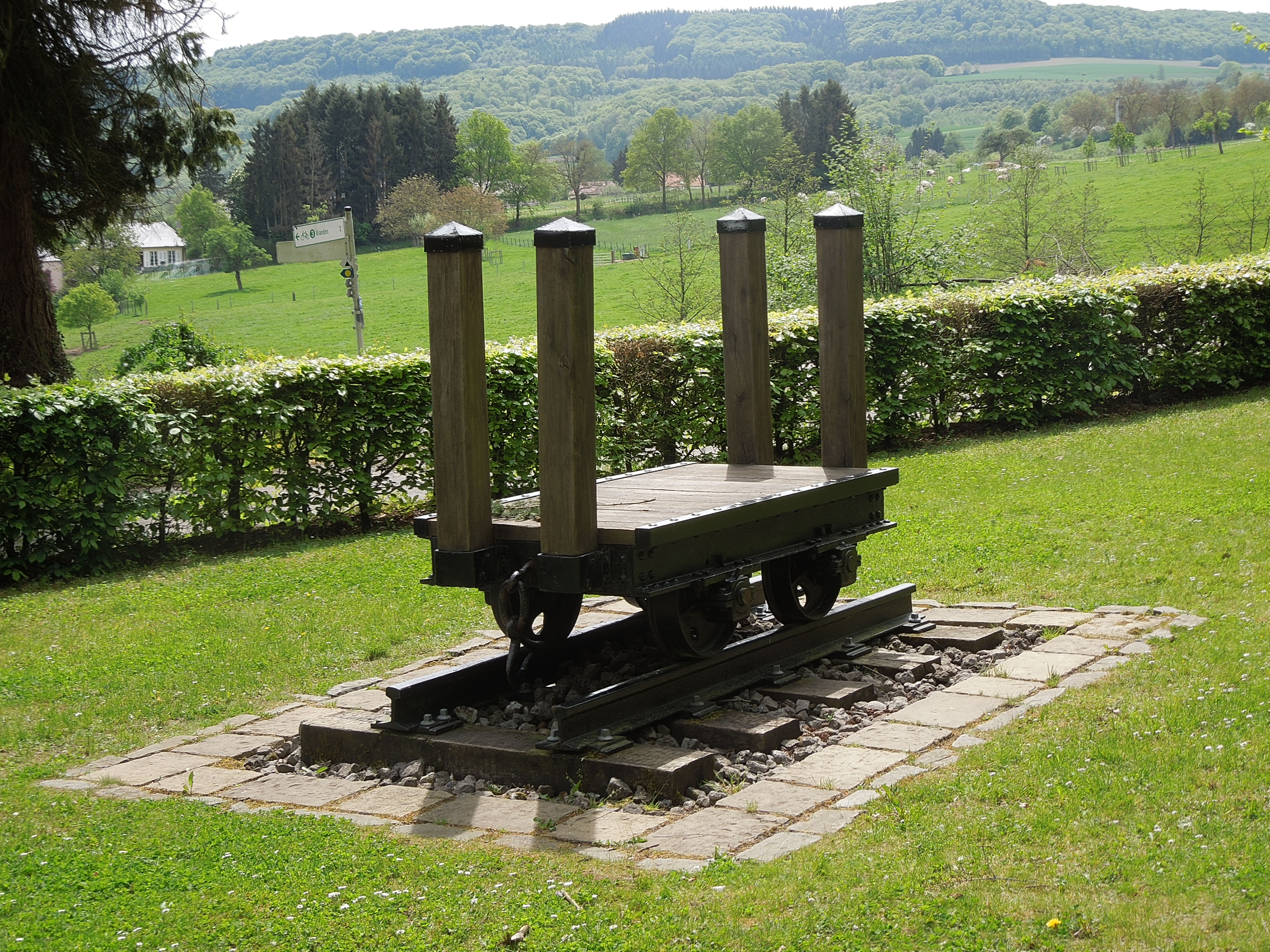
Alter Waggon am ehemaligen Bahnhof in Bettel (Luxemburg).

Die Schmalspurbahn Diekirch–Vianden war eine Schmalspurbahn mit 1000 mm Spurweite in Luxemburg. Die 14 km lange Strecke verband Diekirch an der Bahnstrecke Ettelbrück–Grevenmacher mit Vianden. Im Volksmund wurde die Strecke auch Benni genannt.

## Geschichte
Gebaut und betrieben wurde die Schmalspurbahn von der Société anonyme des chemins de fer cantonaux Luxembourgeois. Die Bauarbeiten an der 1886 genehmigten Strecke begannen 1887. Eröffnet wurde die Strecke am 13. April 1889. Fortan verkehrten täglich drei Zugpaare, welche die Strecke in circa 60 Minuten zurücklegten. Ein Weiterbau bis ins 7 km entfernte Stolzemburg, wo sich das einzige luxemburgische Kupferbergwerk befand, kam nicht zustande.
Durch steigende Betriebskosten erwirtschaftete die Bahn immer weniger Gewinn und der Unterhalt der Schmalspurbahn wurde auf das Minimum reduziert. Als 1924 die Kantonalbahngesellschaft vom Staat übernommen wurde, erfolgte eine grundlegende Sanierung der vernachlässigten Strecke.
Da der Betrieb immer noch nicht rentabel durchgeführt werden konnte, wurde zu Beginn der 1930er Jahre über eine Stilllegung nachgedacht. Dennoch wurde der Betrieb bis 1948 fortgeführt. Ab 2. Mai 1948 wurde der Güter- und Personenverkehr als Schienenersatzverkehr durchgeführt. Um 1950 wurde die Strecke abgebaut.
Auf der ehemaligen Bahnstrecke wurde teilweise ein Radweg gebaut, wie etwa auf den 3,3 km zwischen Fouhren und Vianden. An dieser Strecke befindet sich der ehemalige Bahnhof Bettel, der erhalten geblieben ist.